# مرگ در قبر
مرگ در قبر (به انگلیسی: Dead in Tombstone) یک فیلم وسترن و ترسناک آمریکایی محصول سال ۲۰۱۳ به کارگردانی رول رین با بازی دنی ترخو، آنتونی مایکل هال و میکی رورک است. در این فیلم دنی ترخو در نقش گوئررو، یک رهبر باندی که توسط اعضای باندش کشته می‌شود، بازی می‌کند. او پس از ورود به جهنم با شیطان پیمان می‌بندد و دوباره به دنیای زمینی ظاهر شود تا با کشتن مردانی که او را به قتل رسانده‌اند، انتقام مرگ خود را بگیرد. این فیلم در ۲۲ اکتبر ۲۰۱۳ به صورت فیلم ویدئویی منتشر شد و دنباله این فیلم در سال ۲۰۱۷ منتشر شد.
در این فیلم دنی ترخو به عنوان گوئررو، رهبر گروه بلک واتر قرارداد امضا کرد. آنتونی مایکل هال نقش برادر ناتنی خیانتکار گوئررو را بازی کرد. میکی رورک برای نقش شیطان انتخاب شد. فیلمبرداری در حدود آوریل ۲۰۱۲ آغاز شد. مکان‌ فیلمبرداری بخارست بود.